# La Stratégie de l'échec (film)
Pour les articles homonymes, voir La Stratégie de l'échec.
Pour plus de détails, voir Fiche technique et Distribution.
La Stratégie de l'échec est un film français de 2001 destiné au marché vidéo, réalisé par Dominique Farrugia et tiré du livre du même nom.

## Synopsis
La Stratégie de l'échec est présentée sous la forme de vidéo explicative, pour apprendre à échouer, socialement et dans l'entreprise.
Suivant les conseils de Dominique Farrugia, Luc et Luc, accompagnés de Sylvie, vont dans plusieurs situations (la première journée de travail, au téléphone…) essayer de se comporter de façon à échouer le plus lamentablement possible, en étant grossier au téléphone, en frappant leurs collègues, ou en amenant une arme à feu sur leur lieu de travail.

## Fiche technique
- Titre : La Stratégie de l'échec
- Réalisation : Dominique Farrugia
- Scripte : Géraldine Lavest
- Scénario : Dominique Farrugia et Laurent Zeitoun, adapté du roman La Stratégie de l'échec
- Montage : Marie-Blanche Colonna
- Pays d'origine :  France
- Format : couleurs (Pal) - 1,33:1
- Genre : comédie
- Durée : 59 minutes
- Date de sortie : 20 novembre 2001 (vidéo)

## Distribution
- Dominique Farrugia : le présentateur
- Maurice Barthélemy : Luc
- Jean-Paul Rouve : Luc
- Kad Merad : monsieur Golden
- Michel Field : lui-même
- Judith El Zein : Sylvie
- Virginie Caliari : l'hôtesse d'accueil
- Pascale Ruben
- Antoine Linguagrossa
- Ingrid Saker
- Valérie Claisse